# Apterichtus caecus
Apterichtus caecus (лат.) — вид лучепёрых рыб из семейства острохвостых угрей (Ophichthidae). Распространены в восточной части Атлантического океана и Средиземном море. Морские донные рыбы. Максимальная длина тела 60 см.

## Описание
Тело длинное, цилиндрической формы, несколько сжато с боков в задней части, заострённое с обоих концов. Высота тела укладывается 56—83 раза в общую длину тела. Чешуя отсутствует. Рыло заострённое, конической формы. Симфиз нижней челюсти расположен немного спереди от уровня переднего края глаза. Глаза маленькие, прикрыты кожей. Межглазничное пространство выпуклое. Передняя ноздря открывается короткой трубкой на нижней поверхности рыла. Задняя ноздря представляет собой пору, защищённую пальцевидной складкой, и открывается на верхней губе на уровне переднего края глаза. Зубы конической формы, заострённые, немного загнутые, расположены в один ряд на обеих челюстях; на сошнике 10—15 зубов, расположенных в два ряда. Жаберные отверстия в форме полумесяца расположены на брюшной стороне. Анальное отверстие расположено ближе к рылу, чем к хвосту. Плавники отсутствуют. Окончание хвостовой части жёсткое. Три или четыре поры в подглазничном канале боковой линии. Пять (иногда 6) пор в канале боковой линии, который соединяет каналы боковой линии по обеим сторонам тела. Общее количество позвонков варьирует от 135 до 139. Тело окрашено в цвет охры, несколько темнее на спине, с многочисленными мелкими тёмными точками. Голова с коричневыми точками и двумя горизонтальными пятнами над и под глазом.
Максимальная длина тела 60 см.

## Ареал и места обитания
Распространены в восточной части Атлантического океана от Португалии до Гвинейского залива, включая Мадейру, Канарские и Азорские острова; а также в Средиземном море. Морские донные рыбы. Обитают в прибрежных водах над песчаными и илистыми грунтами на глубине от 1 до 85 м. С помощью заострённого рыла или острого хвоста зарываются в грунт, и обычно над поверхностью грунта видна только голова.